# Aviation and Railway Accident Investigation Board
L'Aviation and Railway Accident Investigation Board (ARAIB, coréen hangeul : 항공ㆍ철도사고조사위원회, hanja: 航空 鐵道 事故 調査 委員會) est une agence du gouvernement du Corée du Sud, qui est responsable des enquêtes sur les accidents aéronautiques et ferroviaires. C'est un organisme du ministère du Territoire, des Infrastructures et des Transports (Ministry of Land, Infrastructure and Transport (en), MOLIT).
L'ARAIB a son siège dans les bureaux de MOLIT dans le Sejong Government Center à Sejong. L'ARAIB a eu son siège à Gonghang-dong (en), Gangseo-gu, Séoul.